# Фанен-юнкер
Фанен-юнкер (нем. Fahnenjunker — знамя и юнкер) — воинское звание в вооружённых силах некоторых государств.

## Россия
В Российской империи Фанен-юнкер — воинское звание в лёгкой кавалерии русской императорской армии до 1856 года, промежуточное по своему правовому статусу между чинами унтер-офицеров и обер-офицеров. Присваивалось военнослужащим, являвшимся кандидатами на присвоение первого обер-офицерского чина, позднее также — проходящим курс наук в военных учебных заведениях (военных и юнкерских училищах, школах) России, по правовому статусу было приравнено чину подпрапорщик. В драгунских полках русской армии в 1796—1859 годах чин унтер-офицера из дворян, рангом выше юнкера.

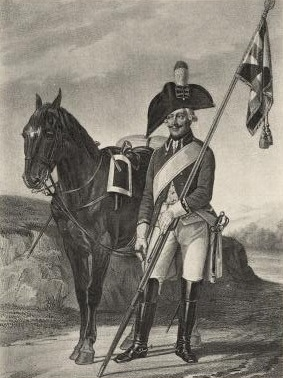
Фанен-юнкер Нижегородского Драгунского полка, 1797—1800.
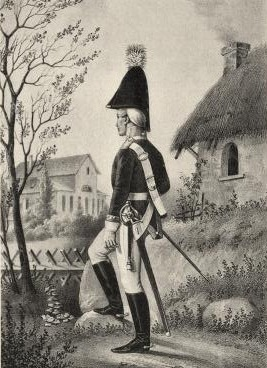
Фанен-юнкер С.-Петербургского Драгунского полка, 1802—1803[4].

## Германия
В германской армии Фанен-юнкер — воинское звание, традиционно присваиваемое слушателям вторых—третьих курсов военно-учебных заведений и примерно аналогичное по смыслу русскому курсанту, по статусу условно эквивалентное курсанту-сержанту. По правовому статусу и знакам различия соответствует унтер-офицеру.

### Ранее
Авантажёр (от фр. avantageur) — воинское звание, существовавшее в Германской имперской армии до 1899 года. Авантажёром назывался рядовой, имеющий право стать офицером. Согласно ЭСБЕ, это звание присваивалось претендентам на офицерский чин, которые не получили подготовки в кадетском корпусе, но, имея свидетельство об окончании курса в гимназии или в реальном училище первого разряда, либо сдав экзамен на чин портупей-прапорщика, вступают рядовыми в армию. Отслужив в этом звании шестимесячный срок, а затем прослушав ещё курс в военной школе, они по выдержании офицерского экзамена получали право на производство в офицеры. Те же молодые люди, которые на основании выданного им свидетельства об окончании гимназического курса учились по крайней мере в течение года в каком-нибудь из германских университетов, могли после шестимесячной службы держать офицерский экзамен без предварительного посещения военной службы и без полугодового служения в чине портупей-прапорщика. В 1899 году взамен авантажёрского звания было введено звание фанен-юнкера.